# Leixlip
53°21′50″N 6°29′20″V / 53.36389°N 6.48889°V
Leixlip (Irsk: Léim an Bhradáin) er en irsk by i County Kildare i provinsen Leinster, i den centrale del af Republikken Irland med en befolkning (inkl. opland) på 14.676 indb i 2006 (15.016 i 2002) 